# Paradise Lost 3: Purgatory
Paradise Lost 3: Purgatory es un documental estadounidense de 2011 dirigido por Joe Berlinger y Bruce Sinofsky. Es la secuela de los filmes Paradise Lost: The Child Murders at Robin Hood Hills y Paradise Lost 2: Revelations. Se centra en el caso de Jessie Misskelley, Damien Echols y Jason Baldwin, condenados por la muerte de tres niños en la localidad de West Memphis (Arkansas). Fue nominado a un premio Óscar en la categoría de mejor documental largo.

## Descripción
El documental comienza haciendo un recuento de lo mostrado en los dos anteriores, dando información acerca del crimen, los juicios y posteriores condenas de los tres sospechosos. También se muestra la repercusión que los documentales tuvieron sobre la opinión pública, y cómo el caso adquirió mayor popularidad. El apoyo a "los tres de West Memphis" fue demostrado incluso por celebridades como Johnny Depp y Natalie Maines del grupo Dixie Chicks.
El filme se centra en los esfuerzos de la defensa de los condenados por seguir investigando el caso durante los años posteriores y las nuevas evidencias encontradas. Pese a los nuevos antecedentes, el juez David Burnett, el mismo que llevó a cabo el juicio original, se ha negado a aceptar un nuevo juicio contra los condenados. En 2007, la defensa organizó una conferencia de prensa en la cual dieron a conocer las nuevas evidencias que encontraron los años posteriores al juicio, con la ayuda de nueva tecnología. La conferencia fue llevada a cabo por diversos especialistas. En aquella ocasión se sostuvo que el veredicto del segundo juicio, llevado a cabo contra Echols y Baldwin, tuvo como base la confesión dada por Misskelley a la policía en 1993, a pesar de que no se permitió su utilización en el juicio.
Uno de los entrevistados por el documental es John Mark Byers, padrastro de una de las víctimas y posterior sospechoso de los asesinatos debido a los documentales de Paradise Lost. En este filme, Byers demuestra un cambio de personalidad, llegando incluso a aceptar que los tres condenados por la muerte de su hijo eran inocentes.
Otro de los puntos que aborda el documental es el surgimiento de un nuevo sospechoso en el caso, Terry Hobbs, padrastro de una las víctimas. Según la defensa, en uno de los cordones utilizados por el asesino para atar a las víctimas se encontró un cabello que tras exámenes de ADN no coincidía con el de los condenados pero si con el de Hobbs. Además, existían contradicciones entre las versiones que Hobbs entregó sobre dónde estaba la noche de los crímenes. A esto se suman antecedentes de violencia del hombre en contra de su esposa y familia, lo que los llevó a separarse.
Al final del documental se muestra cómo los tres acusados son dejados en libertad luego de aceptar un acuerdo con el tribunal. Si bien la idea original de la defensa era llevar adelante un nuevo juicio, la posible duración del nuevo proceso los llevó a aceptar otra solución. El acuerdo, basado en la Declaración Alford, consistía en aceptar la culpabilidad de los crímenes, recibiendo así una pena menor, la cual ya habrían cumplido con los casi veinte años que pasaron en prisión. A pesar de aceptar el acuerdo, los condenados insistieron en su inocencia.

## Estreno
Los realizadores del documental planearon su estreno a través de la cadena HBO para noviembre de 2011. También habían acordado mostrarlo en el Festival Internacional de Cine de Toronto en septiembre de aquel año. Sin embargo, la prematura liberación de los condenados, en agosto de 2011, los hizo posponer el estreno con el fin de darle a la cinta un final definitivo. Además, planearon un estreno en cines, lo cual les permitiría competir por obtener una nominación a los premios Óscar. Las entrevistas utilizadas en los últimos minutos del documental fueron grabadas a partir del 20 de agosto de 2011, al día siguiente de la liberación del trío. La versión original del filme fue presentada en el festival de Toronto, mientras que la versión posterior fue estrenada en el Festival de Cine de Nueva York.

### Recepción
El documental obtuvo una respuesta positiva por parte de la crítica cinematográfica, con un 100% de comentarios "frescos" en el sitio web Rotten Tomatoes, y una puntuación de 85/100 en Metacritic. Hank Stuever de The Washington Post sostuvo que Paradise Lost 3 "es quizás la película más interesante y mejor hecha de la trilogía", agregando que las cintas "cuentan una historia profundamente inquietante y al parecer inolvidable sobre la naturaleza humana, el dolor y la venganza, convirtiendo los hechos de West Memphis en una moderna analogía de los juicios de las brujas de Salem. Los filmes de Paradise Lost se convirtieron, a falta de una mejor descripción, en un éxito de culto".
Por el contrario, Mike Hale de The New York Times escribió que "la nueva película, a pesar de la asombrosa historia que cuenta, es la más convencional, menos urgente y, cinematográficamente, la menos interesante de las tres. A pesar de sus defectos manifiestos, las dos primeras entregas irradiaban pasión y curiosidad; la tercera habla del agotamiento y la compunción, de un trabajo que necesitaba ser terminado". Otro aspecto criticado por Hale fue la forma en que eran tratadas las víctimas en los documentales, argumentando que "son solo estadísticas en gran parte de las seis horas y media de duración de las tres películas".
Paradise Lost 3 fue uno de los cinco documentales largos nominados en la 84° ceremonia de los premios Óscar, pero no obtuvo el galardón. La nominación no fue bien recibida por los padres de dos de las víctimas, quienes escribieron una carta a la Academia de Artes y Ciencias Cinematográficas y catalogaron al filme de "fraude". Joe Berlinger, uno de los directores del documental sostuvo que "la búsqueda de la verdad es la mejor manera de honrar la memoria de las víctimas".

## Premios
| Año  | Premio                              | Categoría                        | Receptor(es)                   | Resultado |
| ---- | ----------------------------------- | -------------------------------- | ------------------------------ | --------- |
| 2012 | Premios Óscar                       | Mejor documental largo           | Joe Berlinger y Bruce Sinofsky | Nominado  |
| 2012 | Premios del Sindicato de Directores | Mejor dirección en un documental | Joe Berlinger y Bruce Sinofsky | Nominado  |
| 2012 | Cinema for Peace Awards             | Mejor documental del año         | Joe Berlinger                  | Ganador   |
| 2011 | National Board of Review            | Mejor documental                 |                                | Ganador   |